# Willy Rasmussen
Willy Rasmussen (Willy Lorang Rasmussen; * 3. Dezember 1937 in Kongsberg; † 12. August 2018 in Asker) war ein norwegischer Speerwerfer.
1958 wurde er Zwölfter bei den Europameisterschaften in Stockholm, 1960 Fünfter bei den Olympischen Spielen in Rom und 1962 Neunter bei den Europameisterschaften in Belgrad.
Bei den Olympischen Spielen 1964 in Tokio und bei den Europameisterschaften 1966 in Budapest schied er in der Qualifikation aus.
Viermal wurde er Norwegischer Meister (1958, 1959, 1961, 1965). Seine persönliche Bestleistung von 84,18 m stellte er am 14. August 1961 in Oslo auf.